# Nicolás Aguilar Murillo
Nicolás Aguilar Murillo (Barva, 10 de septiembre de 1834 - 1898) fue un agricultor y comandante de militar costarricense. Hijo de Agustín Aguilar y María Murillo. Se destacó por su participación en la Campaña Nacional de 1856-1857 contra los filibusteros de William Walker. Fue declarado Héroe Nacional por la Asamblea Legislativa de Costa Rica en 1892 y ratificado como tal el 30 de septiembre de 2013.

## Participación en la Campaña Nacional 1856-1857
Nicolás Aguilar Murillo se enlistó en el Ejército de Costa Rica a los 22 años de edad, dentro del cual alcanzó el rango de coronel. Según el relato del entonces diputado del Congreso Constitucional de la República, José Astúa Aguilar, en 1892, el coronel Murillo, durante el Combate de La Trinidad, que se efectuó el 22 de diciembre de 1856, recuperó un cañón, matando al centinela y batiéndose en solitario por unos minutos contra el enemigo.
Luego, se destacó por su bravura y coraje durante las batallas de la Campaña del Tránsito, en 1857, que tenían el objetivo de dominar la ruta del Río San Juan. Participó en la toma de los vapores filibusteros Ogden, La Virgen y San Carlos, mientras luchaba en inferioridad numérica contra enemigos físicamente superiores.
Tras su participación en la Campaña Nacional, volvió a su natal Barva donde se dedicó a la agricultura. Vivió en la pobreza hasta su muerte en 1898.

## Legado
Por sus acciones en la Guerra de 1856, en 1892, durante el gobierno de Rafael Yglesias Castro, se le declaró Héroe Nacional, se le otorgó una medalla y una pensión de 60 pesos en su favor. Su declaración como héroe no se completó por medio de una ley, por lo que la Asamblea Legislativa de Costa Rica procedió a ratificarlo el 30 de septiembre de 2013, declarando el 10 de septiembre, fecha de su natalicio, como efeméride.